# 下朝比奈
下朝比奈（しもあさひな）は静岡県御前崎市の大字。

## 地理
御前崎市の西部、浜岡地区の中部に位置する。東で上朝比奈、西・北で新野、南で比木と接する。

### 河川
- 朝比奈川

### 字
約70の字がある（2015年（平成27年）6月10日現在）。
- 頭（あたま）
- 荒沢（あらさわ）
- 有山（ありやま）
- 池田（いけだ）
- 池ノ谷（いけのや）
- 稲葉海戸（いなばかいと）
- 井ノ木田（いのきだ）
- 宇洞（うとう）
- 王城坊（おうじょうぼう）
- 奥原（おくばら）
- 奥屋敷（おくやしき）
- 川島（かわしま）
- 河原田（かわらだ）
- 久根下（くねした）
- 久ノ木田（くのきだ）
- 久保田（くぼた）
- 蔵屋敷（くらやしき）
- 榊田（さかきだ）
- 櫻ヶ谷（さくらがや）
- 三王田（さんのうでん）
- 三ノ輪（さんのわ）
- 敷地（しきぢ）
- 下屋敷（しもやしき）
- 下山田（しもやまだ）
- 正天海戸（しょうてんかいと）
- 水神（すいじん）
- 杉山（すぎやま）
- 杉山原（すぎやまはら）
- 惣ヶ谷（そうがや）
- 竹ノ谷（たけのや）
- 橘（たちばな）
- 樽ヶ谷（たるがや）
- 誰政（たれまさ）
- 大明神（だいみょうじん）
- 寺ヶ谷（てらがや）
- 寺ノ谷（てらのや）
- 寺薮（てらやぶ）
- 中川（なかがわ）
- 仲芝（なかしば）
- 仲谷（なかや）
- 夏ヶ谷（なつがや）
- 夏ヶ谷前（なつがやまえ）
- 西平（にしひら）
- 西山田（にしやまだ）
- 二本松（にほんまつ）
- 塗屋（ぬりや）
- 筆ヶ谷（ふでがや）
- 船原（ふなばら）
- 文中（ぶんじゅう）
- 細谷（ほそや）
- 細谷前（ほそやまえ）
- 本坊ヶ谷（ほんぼうがや）
- 本谷（ほんや）
- 松下（まつした）
- 丸塚（まるづか）
- 御崎ヶ谷（みさきがや）
- 実砂（みさご）
- 南原（みなみはら）
- 南谷（みなみや）
- 宮ヶ谷（みやがや）
- 宮下（みやした）
- 宮ノ谷（みやのや）
- 森ヶ谷（もりがや）
- 谷田（やだ）
- 山田（やまだ）
- 谷本（やもと）
- 遊杯（ゆうなど）
- 余ヶ谷（よがや）

## 歴史

### 沿革
- 1889年（明治22年）4月1日 - 町村制の施行により、城東郡下朝比奈村が上朝比奈村と合併し、城東郡朝比奈村となる[WEB 7]。旧村名は朝比奈村の大字として残る[WEB 8]。
- 1896年（明治29年）4月1日 - 郡制の施行により所属郡が小笠郡に変更。
- 1953年（昭和28年）8月1日 - 池新田町大字池新田との間で境界変更が実施される。
- 1955年（昭和30年）3月31日 – 朝比奈村が池新田町・佐倉村・新野村・比木村と新設合併を行い、浜岡町が発足する。
- 2004年（平成16年）4月1日 – 浜岡町が御前崎町と新設合併を行い、御前崎市となる。

## 施設
- 御前崎市立浜岡北小学校
- 熱田神社
- 八幡神社

## 交通

### 道路
- 静岡県道242号浜岡菊川線

## その他

### 学区
小学校・中学校の学区は以下の通りである。
| 番・番地等 | 小学校                 | 中学校               |
| ---------- | ---------------------- | -------------------- |
| 全域       | 御前崎市立浜岡北小学校 | 御前崎市立浜岡中学校 |

### 警察
警察の管轄区域は以下の通りである。
| 番・番地等 | 警察署     | 交番・駐在所 |
| ---------- | ---------- | ------------ |
| 全域       | 菊川警察署 | 浜岡交番     |

### WEB
1. ↑  “h02_22.csv”.   総務省 (2022年2月10日). 2025年1月9日閲覧。
2. ↑  “静岡県御前崎市 (22223)｜国勢調査町丁・字等別境界データセット”.   人文学オープンデータ共同利用センター. 2025年1月9日閲覧。
3. ↑  “静岡県 御前崎市 下朝比奈の郵便番号 - 日本郵便”.   日本郵便. 2025年1月9日閲覧。
4. ↑  “市外局番の一覧”.   総務省 (2022年3月1日). 2025年1月9日閲覧。
5. ↑  “事業所案内及び管轄地域（事務所3件、分室3件）”.   一般社団法人静岡県自動車会議所. 2025年1月9日閲覧。
6. ↑  “御前崎市大字小字一覧 - 静岡県オープンデータ”.   静岡県 (2015年6月10日). 2025年1月9日閲覧。
7. ↑  “historyofcities.pdf”.   静岡県総務部合併推進室・財団法人静岡県市町村振興協会. 2025年1月9日閲覧。
8. ↑  “解説ページ”.   株式会社エア. 2025年1月9日閲覧。
9. ↑  “通学区域一覧／御前崎市公式ホームページ”.   御前崎市 (2020年6月2日). 2025年1月9日閲覧。
10. ↑  “交番駐在所一覧表｜静岡県警察”.   静岡県警察 (2023年6月12日). 2025年1月9日閲覧。